# Skadovsk (huyện)
Huyện Skadovsk (tiếng Ukraina: Скадовський район, chuyển tự: Skadovsks'kyi raion) là một huyện của tỉnh Kherson thuộc Ukraina. Huyện Skadovsk có diện tích 1456 km², dân số theo điều tra dân số ngày 5 tháng 12 năm 2001 là 50107 người với mật độ 34 người/km2. Trung tâm huyện nằm ở Skadovsk.